# Let's All Chant
Let's All Chant è un singolo del 1977 scritto dal produttore disco statunitense Michael Zager e da Alvin Fields, ed eseguito dalla Michael Zager Band.
Il singolo fu un successo inaspettato, raggiungendo la posizione numero uno della classifica dei brani disco negli Stati Uniti, e la numero 36 nella Billboard Hot 100. In Europa, raggiunse la top 10 in diversi Paesi, tra cui Regno Unito, Irlanda e Francia. Con cinque milioni di copie vendute in tutto il mondo, è uno dei singoli più venduti di tutti i tempi.
Riconoscibile sia per i suoi agganci vocali che per la sua sezione classica, che si trova nel mezzo della canzone, Let's All Chant è stata ben accolta dalla critica, che ne ha elogiato l'arrangiamento musicale e l'orecchiabilità. Molti recensori considerano la canzone un classico dell'era della disco music. La canzone è diventata inoltre un punto di svolta nella carriera di Michael Zager. Oltre ad essere utilizzata in molte pubblicità televisive e film, è stata ampiamente remixata ed oggetto di cover da parte di numerosi artisti.

## Classifiche
| Classifiche (1978)                               | Posizione maggiore |
| ------------------------------------------------ | ------------------ |
| Australia (Kent Music Report)                    | 23                 |
| Belgium (Ultratop 50 Singles (Fiandre) Flanders) | 2                  |
| Canada Top Singles (RPM)                         | 27                 |
| France (IFOP)                                    | 5                  |
| Germany (Offizielle Deutsche Charts)             | 14                 |
| Italia (Hit Parade Italia)                       | 2                  |
| Netherlands (Dutch Charts)                       | 4                  |
| Netherlands (Mega Single Top 100)                | 4                  |
| Switzerland (Schweizer Hitparade)                | 4                  |
| UK Singles (Official Charts Company)             | 8                  |
| US Billboard Hot 100                             | 36                 |
| US Billboard Hot Soul Singles                    | 15                 |
| US Billboard Hot Disco Singles                   | 1                  |
| US Cash Box                                      | 25                 |
| US Record World                                  | 31                 |